# Oliver Smithies
Oliver Smithies (Halifax, West Yorkshire, Engleska 23. lipnja 1925. — Chapel Hill, Sjeverna Karolina, SAD) je američki genetičar (rođen u Ujedinjenom Kraljevstvu), koji je 2007. podijelio Nobelovu nagradu za fiziologiju ili medicinu zajedno s Mariom Capecchiem i Martinom Evansom za njihova otkrića načela uvođenja specifičnih genetičkih modifikacija kod miševa pomoću embrijskih matičnih stanica. 